# Saison 6 d'Engrenages
Chronologie
Saison 5 Saison 7
Cet article présente le guide des épisodes de la sixième saison de la série télévisée française Engrenages.

## Résumé de la saison 6
Le 2e DPJ est appelé sur une scène de crime exceptionnelle : un tronc humain retrouvé dans un tas d’encombrants dans le 19e arrondissement. Une enquête éprouvante et complexe démarre, alors que chacun cherche sa place au sein du groupe avec l’arrivée d’un nouveau commissaire.
L’enquête mène le groupe dans une banlieue nord où le commissaire Herville a été muté. Ils vont mettre au jour corruption et achat de paix sociale dans un quartier rongé par la délinquance et la pauvreté. Corruption qu’affrontent également de leur côté Roban et Joséphine alors qu’ils vivent des épreuves intimes inattendues.

## Personnages principaux
- Caroline Proust : Capitaine Laure Berthaud
- Thierry Godard : Lieutenant Gilles « Gilou » Escoffier
- Fred Bianconi : Lieutenant Luc « Tintin » Fromentin
- Philippe Duclos : Juge François Roban
- Audrey Fleurot : Me Joséphine Karlsson

## Personnages réguliers
- Bruno Debrandt : Commissaire Vincent Brémont
- Nicolas Briançon : Commissaire Herville
- Valentin Merlet : Commissaire Arnaud Beckriche
- Maxime Bailleul : Brigadier Lionel Jolers
- Quentin Faure : Gardien Fabien Calvi
- Narcisse Mame-Zollo : Drissa Camara
- Cyril Mendy : Bakary Camara
- Dominique Daguier : Procureur Machard
- Louis-Do de Lencquesaing : Maître Eric Edelman
- Elisabeth Macocco : Marianne Ledoux, greffière du juge Roban.
- Hervé Rey : Didier, nouveau greffier du juge Roban après le départ de Marianne.
- Fanny Valette : Cindy Ledoux

## Personnages récurrents
- Frans Boyer : Manu Da Costa
- Camille Japy : Fabienne Mangin Maire de Cléry
- Guillaume Cloud-Roussel  : Rubens Fromentin (fils du lieutenant Luc Fromentin)
- Sabrina Benameur  : Samia
- Annabelle Lengronne : Farah Camara

## Épisode 1
- Titre original : Épisode 1
- Numéros : 601
- Scénariste(s) : Anne Landois, Simon Jablonka, Jean-Luc Estebe, Séverine Werba, Anne Rambach, Marine Rambach, Erwan Augoyard, Sophie Kovess-Brun, Gaëlle Bellan, Yann Le Nivet, Sylvie Chanteux, Marine Francou, Laura Piani
- Réalisateur(s) : Frédéric Jardin
- Diffusion(s) : 
  -  France : 18 septembre 2017 sur Canal+
  -  Royaume-Uni :
- Résumé :

On retrouve un tronc humain sur des ordures dans le vingtième arrondissement. La deuxième DPJ est chargée de l'enquête. Laure Berthaud dérive depuis qu'elle craint de perdre son bébé. Elle décide de reprendre son poste à la DPJ. Mais, entre-temps, elle a pris en autonomie et s'est reformée. Le nouveau commissaire, Arnaud Beckriche, lui donne une semaine pour elle et son équipe de présenter les premiers résultats et lui prouver ainsi sa valeur, sinon, il confiera l'affaire à la Crim'.

## Épisode 2
- Titre original : Épisode 2
- Numéros : 602
- Scénariste(s) : Anne Landois, Simon Jablonka, Jean-Luc Estebe, Séverine Werba, Anne Rambach, Marine Rambach, Erwan Augoyard, Sophie Kovess-Brun, Gaëlle Bellan, Yann Le Nivet, Sylvie Chanteux, Marine Francou, Laura Piani
- Réalisateur(s) : Frédéric Jardin
- Diffusion(s) : 
  -  France : 18 septembre 2017 sur Canal+
  -  Royaume-Uni :
- Résumé :

La victime s'appelle Mercier, gardien de la paix affecté à Cléry-sous-Bois, sous la direction du commissaire Herville, l'ancien patron du 2e DPJ. Bien que Beckriche insiste pour que la Crim' reprenne l'enquête, Laure et son équipe veulent absolument la conduire à son terme. Joséphine, détruite par la mort de Pierre, végète dans le cabinet Vern. Elle collabore avec Éric Edelman dans une affaire de parricide. Le juge Roban, affaibli, suit une affaire de mœurs…

## Épisode 3
- Titre original : Épisode 3
- Numéros : 603
- Scénariste(s) : Anne Landois, Simon Jablonka, Jean-Luc Estebe, Séverine Werba, Anne Rambach, Marine Rambach, Erwan Augoyard, Sophie Kovess-Brun, Gaëlle Bellan, Yann Le Nivet, Sylvie Chanteux, Marine Francou, Laura Piani
- Réalisateur(s) : Frédéric Jardin
- Diffusion(s) : 
  -  France : 25 septembre 2017 sur Canal+
  -  Royaume-Uni :
- Résumé :

Les frères Camara sont interrogés lors de leur garde à vue. Joséphine, à moitié nue, se réveille vers le port de l'Arsenal. Elle ne se souvient de rien. Elle a été droguée au GHB et violée. Bien que Laure la pousse à déposer plainte, elle s'y refuse et va plaider aux assises, diminuée, pour défendre Thomas Veber. Roban, lui, soupçonne le procureur Machard d'être impliqué dans l'affaire de mœurs qu'il instruit…

## Épisode 4
- Titre original : Épisode 4
- Numéros : 604
- Scénariste(s) : Anne Landois, Simon Jablonka, Jean-Luc Estebe, Séverine Werba, Anne Rambach, Marine Rambach, Erwan Augoyard, Sophie Kovess-Brun, Gaëlle Bellan, Yann Le Nivet, Sylvie Chanteux, Marine Francou, Laura Piani
- Réalisateur(s) : Frédéric Jardin
- Diffusion(s) : 
  -  France : 25 septembre 2017 sur Canal+
  -  Royaume-Uni :
- Résumé :

Gilou confie à Laure sa vision sur l'enquête sur les Camara. Ils vont voir un indic en lien avec les Camara. Joséphine a obtenu que la police recherche chez Thomas Veber le marteau qui l'incrimine. Le médecin de Roban veut l'arrêter devant l'évolution de son état…

## Épisode 5
- Titre original : Épisode 5
- Numéros : 605
- Scénariste(s) : Anne Landois, Simon Jablonka, Jean-Luc Estebe, Séverine Werba, Anne Rambach, Marine Rambach, Erwan Augoyard, Sophie Kovess-Brun, Gaëlle Bellan, Yann Le Nivet, Sylvie Chanteux, Marine Francou, Laura Piani
- Réalisateur(s) : Frédéric Jardin
- Diffusion(s) : 
  -  France : 2 octobre 2017 sur Canal+
  -  Royaume-Uni :
- Résumé :

Laure et son équipe sont dépêchés sur le chantier du squat de Cléry où l'on vient de retrouver une adolescente morte. Mais, la SDPJ 93, également sur place, malgré le désaisissement, souhaite conserver l'affaire et les tiens à distance. Le torchon brule entre Joséphine et Edelman qui sont sur des lignes de défense totalement incompatibles.  Laure, elle, continue à enquêter sur le viol de Joséphine. Roban demande à Machard son aide sur l'affaire Camara.

## Épisode 6
- Titre original : Épisode 6
- Numéros : 606
- Scénariste(s) : Anne Landois, Simon Jablonka, Jean-Luc Estebe, Séverine Werba, Anne Rambach, Marine Rambach, Erwan Augoyard, Sophie Kovess-Brun, Gaëlle Bellan, Yann Le Nivet, Sylvie Chanteux, Marine Francou, Laura Piani
- Réalisateur(s) : Frédéric Jardin
- Diffusion(s) : 
  -  France : 2 octobre 2017 sur Canal+
  -  Royaume-Uni :
- Résumé :

Une question taraude Laure et son équipe : pourquoi donc Mercier s'occupait, hors cadre légal, de la jeune Justine ? C'est pourquoi ils retournent à son lycée pour interroger ses camarades de classe. Vern joint Joséphine pour lui demander de l'assister dans un cas de licenciement abusif, qui finalement s'avère être tourné vers des accusations de harcèlement sexuel. Laure annonce à Joséphine qu'elle a découvert que la voiture sortant du parking appartient à Vern. Malgré ça, Joséphine ne répond pas. Elle ne comprend pas pourquoi Joséphine est revenue sur ses déclarations et a obtenu le classement sans suite concernant sa plainte pour viol… 

## Épisode 7
- Titre original : Épisode 7
- Numéros : 607
- Scénariste(s) : Anne Landois, Simon Jablonka, Jean-Luc Estebe, Séverine Werba, Anne Rambach, Marine Rambach, Erwan Augoyard, Sophie Kovess-Brun, Gaëlle Bellan, Yann Le Nivet, Sylvie Chanteux, Marine Francou, Laura Piani
- Réalisateur(s) : Frédéric Mermoud
- Diffusion(s) : 
  -  France : 9 octobre 2017 sur Canal+
  -  Royaume-Uni :
- Résumé :

Joséphine souhaite se venger de son violeur, mais visiblement pas en portant plainte. Elle fonce sur Vern dans le parking du bureau avec sa voiture. Beckriche prend enfin l'affaire Mercier au sérieux et lance toute son équipe surveiller deux flics de la BAC de Cléry, soupçonnés d'être corrompus. Concernant l'affaire Justine, Laure cherche Maria, sa camarade de classe, avec son équipe. Herville apprend qu'une fuite de son service a permis de prévenir la mairie de Cléry de la perquisition du camp de Roms. 

## Épisode 8
- Titre original : Épisode 8
- Numéros : 608
- Scénariste(s) : Anne Landois, Simon Jablonka, Jean-Luc Estebe, Séverine Werba, Anne Rambach, Marine Rambach, Erwan Augoyard, Sophie Kovess-Brun, Gaëlle Bellan, Yann Le Nivet, Sylvie Chanteux, Marine Francou, Laura Piani
- Réalisateur(s) : Frédéric Mermoud
- Diffusion(s) : 
  -  France : 9 octobre 2017 sur Canal+
  -  Royaume-Uni :
- Résumé :

Après avoir découvert que Jolers fréquente les frères Camara, ils redeviennent une cible pour Laure et son équipe. Maintenant associée du cabinet Edelman, Joséphine se penche sur l'affaire de mœurs que le juge Roban s'apprêtait à classer sans suite, ayant découvert que Machard y était mêlé. Un commerce chinois, ciblé par Laure et son équipe en suivant un faisceau d'indices, pourrait bien être le lien entre les flics ripoux de la BAC et les frères Camara. Ils découvrent qu'ils ont prévu de braquer le coffre fort, et le soir venu attendent le passage à l'action. Mais en parallèle, Jolers, censé être leur complice, prévient anonymement les flics qui arrivent sur place. Surprenant les frères s'enfuir, ils tirent et tuent le jeune Camara.

## Épisode 9
- Titre original : Épisode 9
- Numéros : 609
- Scénariste(s) : Anne Landois, Simon Jablonka, Jean-Luc Estebe, Séverine Werba, Anne Rambach, Marine Rambach, Erwan Augoyard, Sophie Kovess-Brun, Gaëlle Bellan, Yann Le Nivet, Sylvie Chanteux, Marine Francou, Laura Piani
- Réalisateur(s) : Frédéric Mermoud
- Diffusion(s) : 
  -  France : 16 octobre 2017 sur Canal+
  -  Royaume-Uni :
- Résumé :

La mort du jeune Camara provoque des émeutes dans la cité des Fleurs. Ce qui inquiète Calvi car sa mère y habite. Il fait pression sur Jolers pour calmer le jeu. Le préfet convoque Herville et Beckriche pour que tout soit fait pour éviter un embrasement du 93. Alors qu'ils planquent, le groupe Berthaud reçoit l'ordre de rentrer. Drissa Camara demande des comptes à Jolers et Calvi. Herville, lui, veut contenir les émeutes…

## Épisode 10
- Titre original : Épisode 10
- Numéros : 610
- Scénariste(s) : Anne Landois, Simon Jablonka, Jean-Luc Estebe, Séverine Werba, Anne Rambach, Marine Rambach, Erwan Augoyard, Sophie Kovess-Brun, Gaëlle Bellan, Yann Le Nivet, Sylvie Chanteux, Marine Francou, Laura Piani
- Réalisateur(s) : Frédéric Mermoud
- Diffusion(s) : 
  -  France : 16 octobre 2017 sur Canal+
  -  Royaume-Uni :
- Résumé :

Joséphine assigne le juge Roban à comparaître pour le contraindre à s'expliquer publiquement sur ses actes. Pourquoi ne s'est-il pas montré aussi intransigeant qu'à l'habitude ? Machard, convoqué également, cherche une échappatoire. Dans l'affaire Justine, Laure pense avoir retrouvé Maria… Drissa, qui veut le camp Molière, fait chanter le maire de Cléry pour le rendre constructible…

## Épisode 11
- Titre original : Épisode 11
- Numéros : 611
- Scénariste(s) : Anne Landois, Simon Jablonka, Jean-Luc Estebe, Séverine Werba, Anne Rambach, Marine Rambach, Erwan Augoyard, Sophie Kovess-Brun, Gaëlle Bellan, Yann Le Nivet, Sylvie Chanteux, Marine Francou, Laura Piani
- Réalisateur(s) : Frédéric Mermoud
- Diffusion(s) : 
  -  France : 23 octobre 2017 sur Canal+
  -  Royaume-Uni :
- Résumé :

Fromentin, qui a laissé sa femme et ses enfants partir pour se consacrer à l'équipe, vit très mal la complicité de plus en plus grande qui existe entre Laure et Gilou. Il le vit comme une trahison. En plus, Gilou, que Laure a choisi de couvrir, et Roban se retrouvent très compromis. Joséphine se remet difficilement de sa déconvenue lors de la comparution du juge Roban…

## Épisode 12
- Titre original : Épisode 12
- Numéros : 612
- Scénariste(s) : Anne Landois, Simon Jablonka, Jean-Luc Estebe, Séverine Werba, Anne Rambach, Marine Rambach, Erwan Augoyard, Sophie Kovess-Brun, Gaëlle Bellan, Yann Le Nivet, Sylvie Chanteux, Marine Francou, Laura Piani
- Réalisateur(s) : Frédéric Mermoud
- Diffusion(s) : 
  -  France : 23 octobre 2017 sur Canal+
  -  Royaume-Uni :
- Résumé :

Impliqués dans l'affaire Mercier, les deux ripoux de la BAC de Cléry sont en garde à vue. Mais un vice de procédure pourrait leur permettre de s'en sortir… L'équipe de Laure retrouve un médecin radié qui pourrait avoir accouché Justine. Laure doit aussi récupérer son bébé qui peut sortir de l'hôpital.